# 九龍壁 (北京故宮)
39°55′07″N 116°24′02″E / 39.9185108°N 116.4004615°E

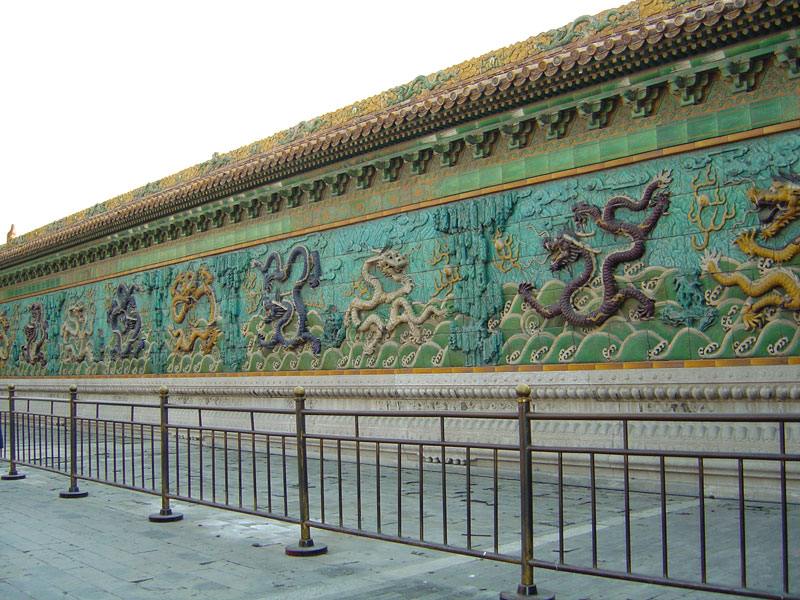
九龙壁

九龍壁，位于紫禁城宁寿宫区的皇极门外。与山西大同九龙壁以及北京北海公园九龙壁合称“中国三大九龙壁”。

## 简介
九龙壁是清朝乾隆三十七年（1772年）改建宁寿宫时烧造。九龙壁坐南朝北，正对皇极门，长29.4米，高3.5米，厚0.45米，背倚宫墙而建，为单面琉璃影壁。
九龙壁上部是黄琉璃瓦庑殿顶，檐下有仿木结构的椽、檩、斗栱。壁面底纹为云水，分别饰有蓝色、绿色，以烘托天水相接的气势。九龙壁下部是汉白玉须弥座。壁上的九条龙采用高浮雕制成，最凸出的部位凸出壁面20厘米。纵贯壁心的山石将这九条蟠龙分隔在五个空间内。黄色正龙居中，前爪呈环抱状，后爪分撅海水，龙身呈环曲状，将火焰宝珠托在头下，开颔瞠目。黄色正龙的左右两侧各有蓝龙、白龙两条，一共四条，白龙是升龙，蓝龙是降龙。左侧的蓝、白两龙龙首相向；右侧的蓝、白两龙则相背，四条龙各自追逐火焰宝珠。左右两端最外侧分别有两条龙，一黄一紫，左端的黄龙缩颈挺胸，上爪分别张於左右，下爪则前突后伸；紫龙左爪向下按，右爪则向上抬，龙尾向前甩。右端的黄龙弩背弓身；紫龙则前爪击浪，昂首收腹。
在阳数中，“九”为极数，“五”为居中。“九五”之制体现了天子之尊。九龙壁将九龙分别置于五个空间内；而且壁顶的正脊也饰有九龙，中央为坐龙，两侧各有四条行龙。壁顶两端的戗脊和一般的庑殿顶不同，不饰走兽，而是用行龙直抵檐角。檐下的斗栱之间，以九五45块龙纹垫栱板。可见整个九龙壁采用各种方式蕴含了多重九五之数。九龙壁的壁面一共采用270个塑块，270也是九五的倍数。为不影响九龙壁上的龙的头面，所以塑块的分块非常讲究。

## 图集

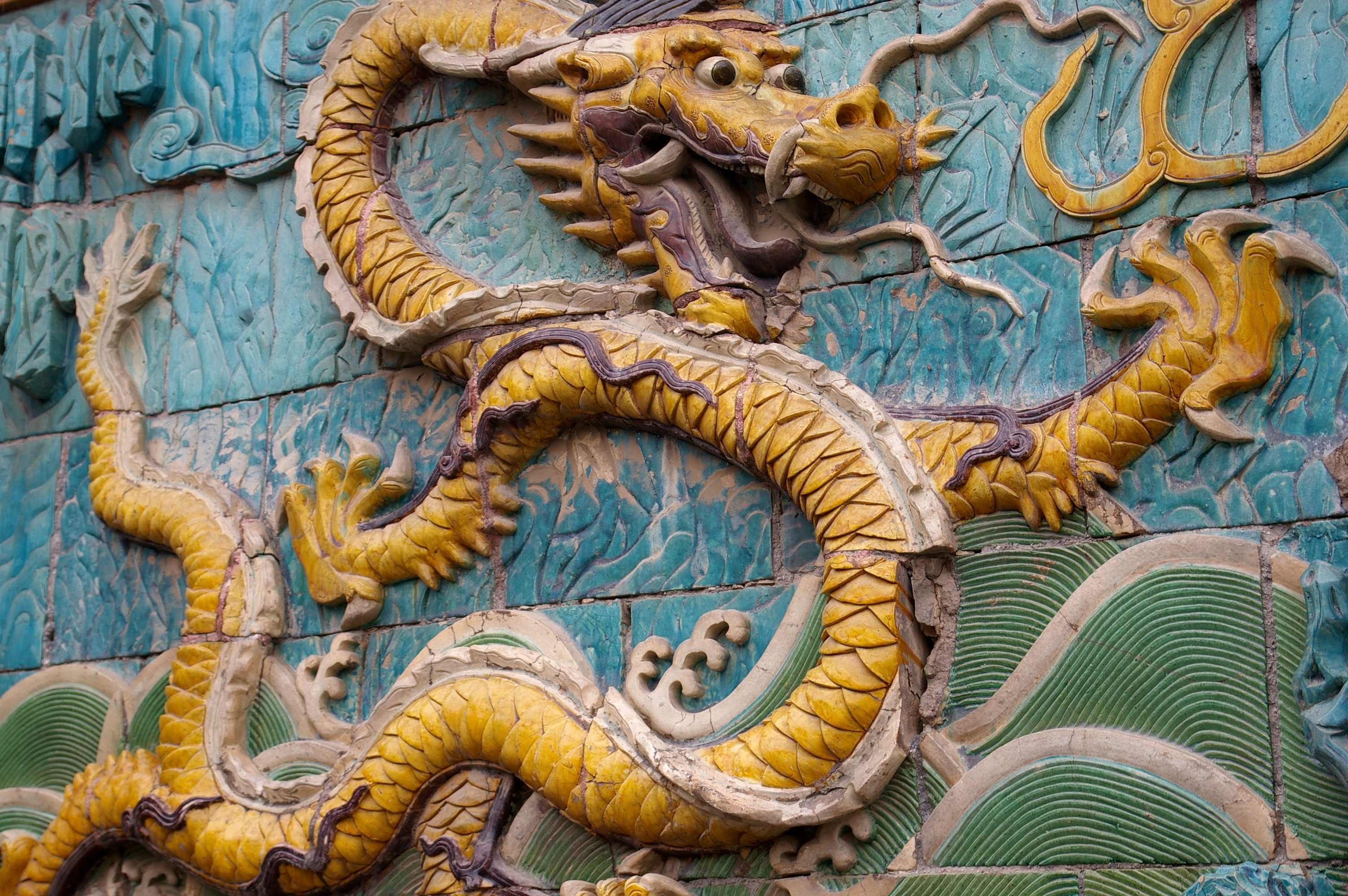
东侧黄龙
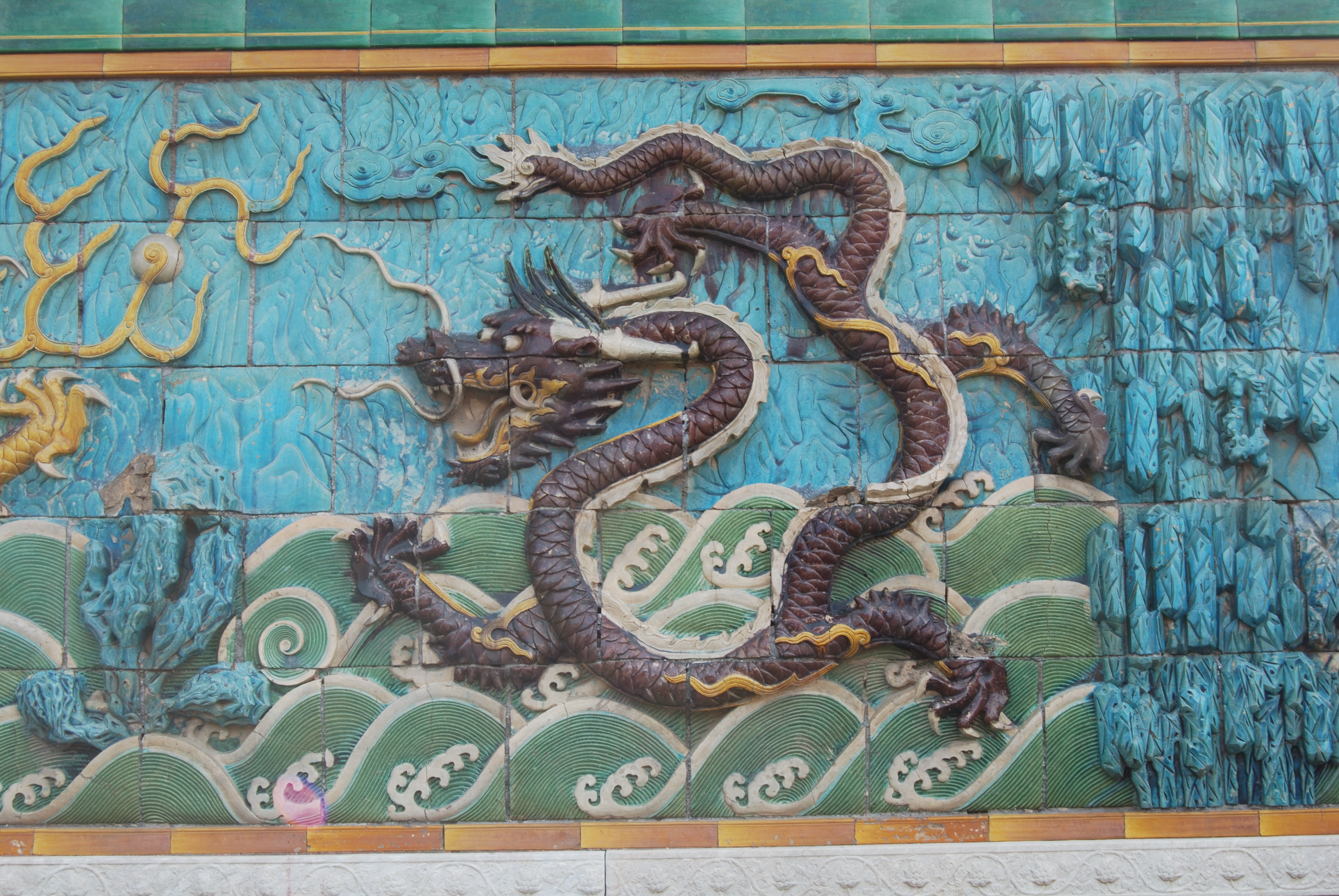
东侧紫龙
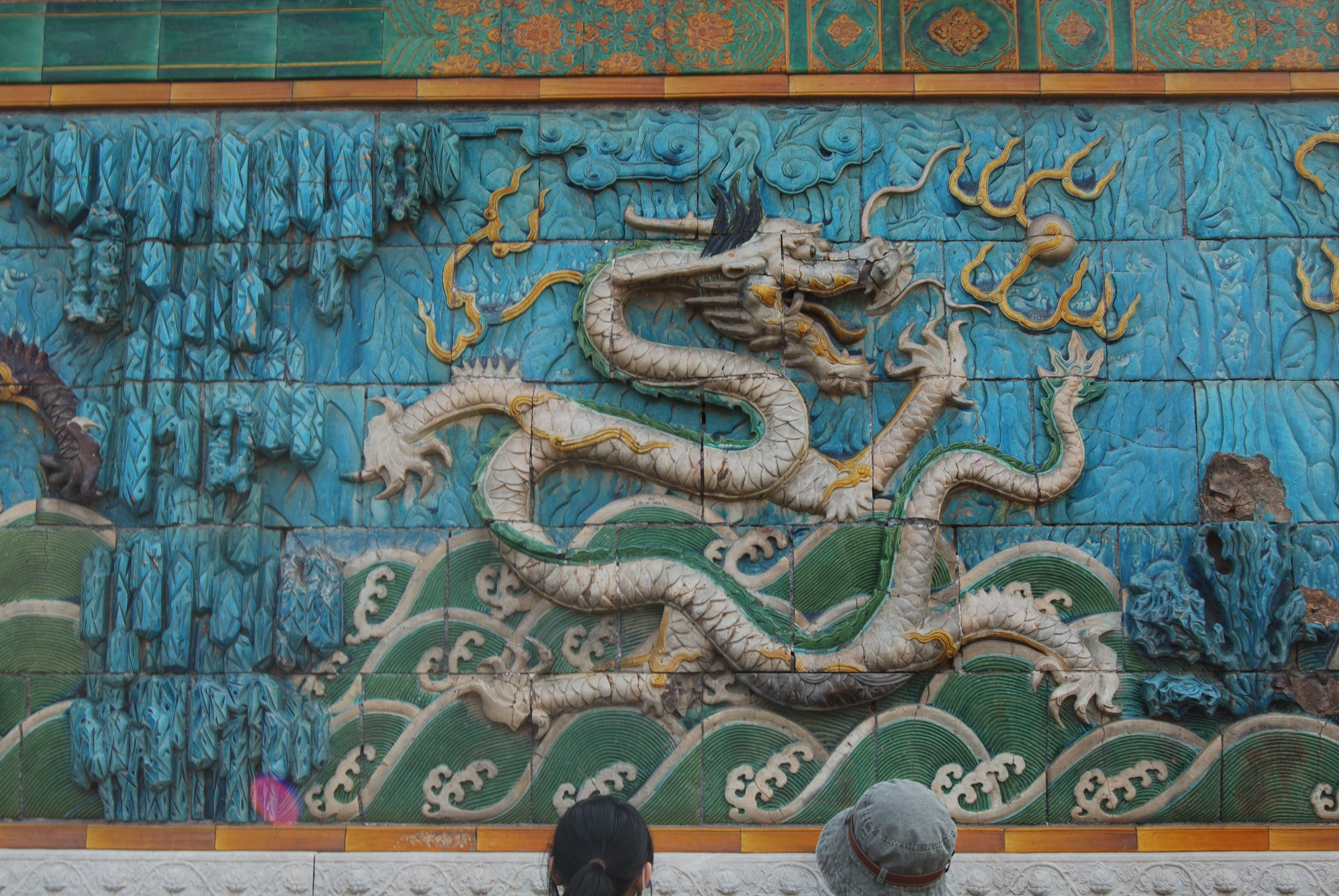
东侧白龙
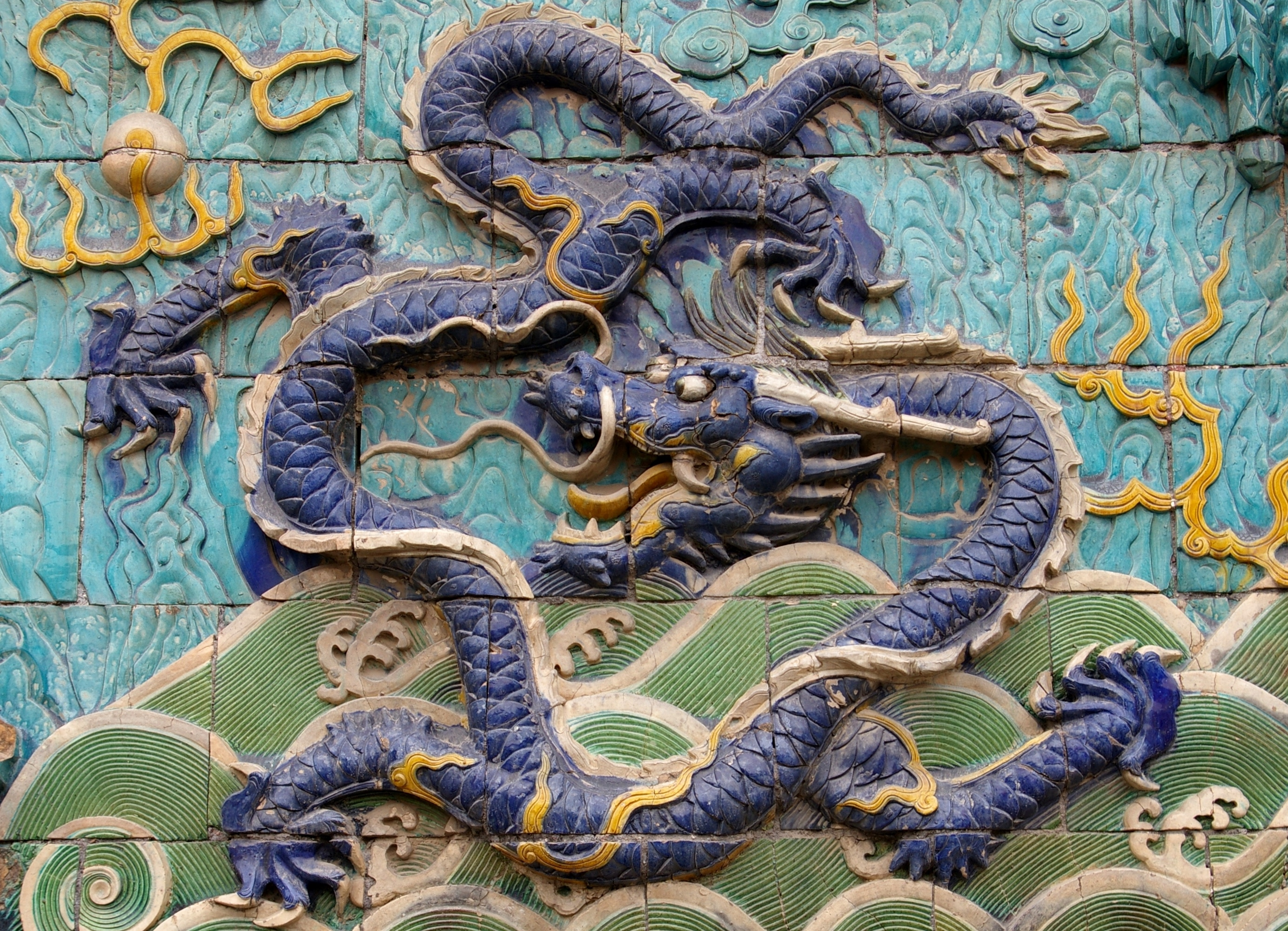
东侧蓝龙
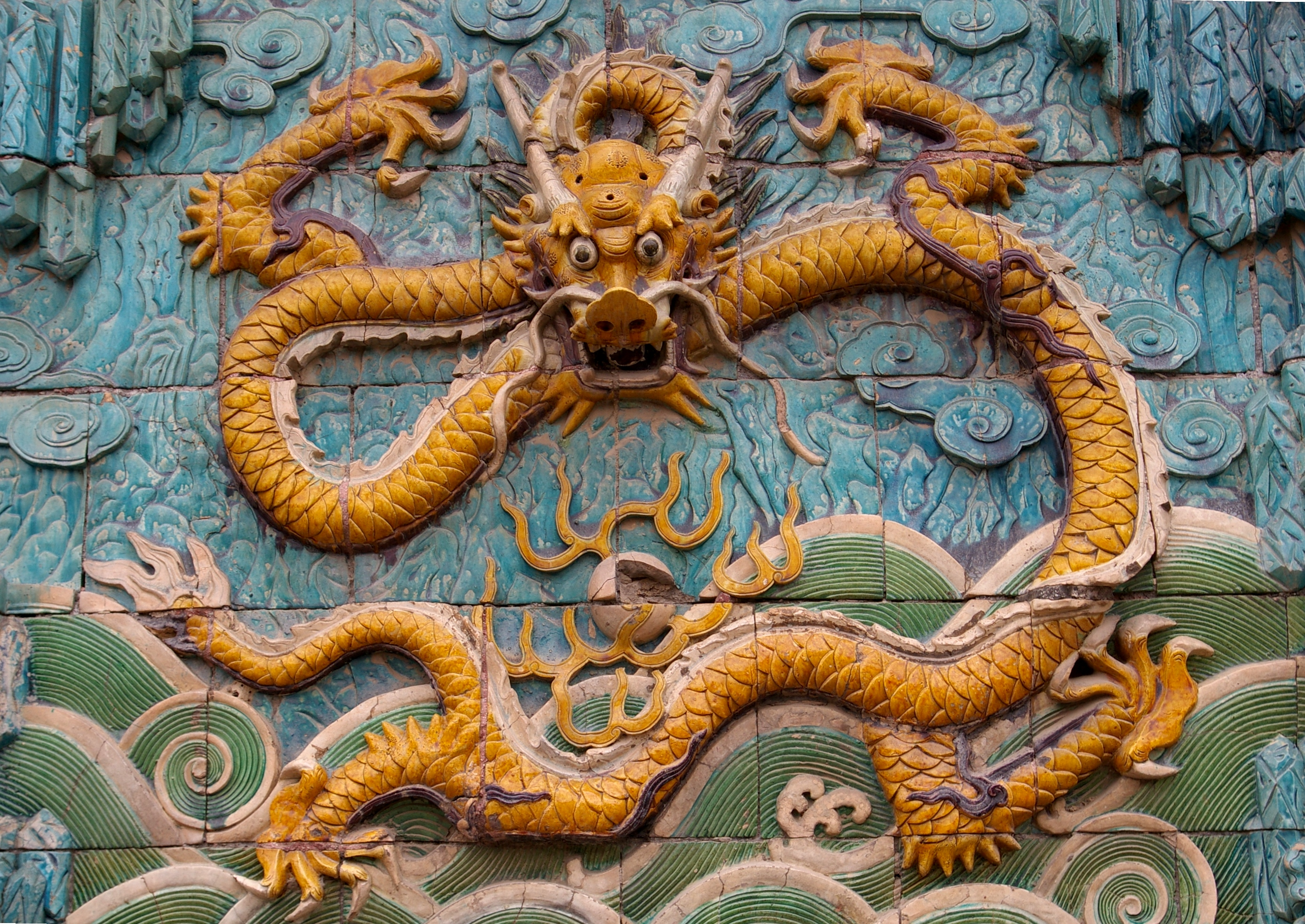
黄色正龙
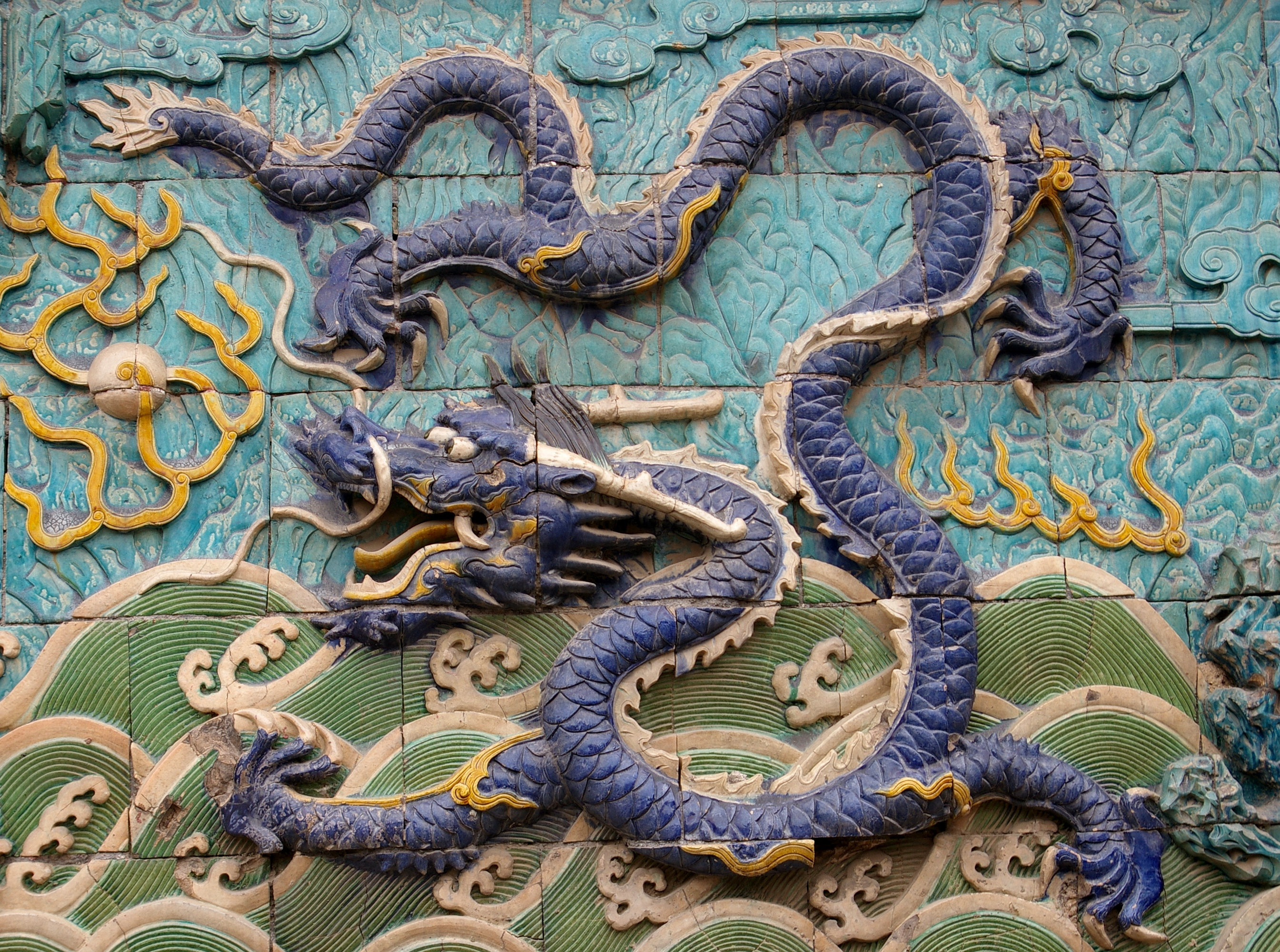
西侧蓝龙
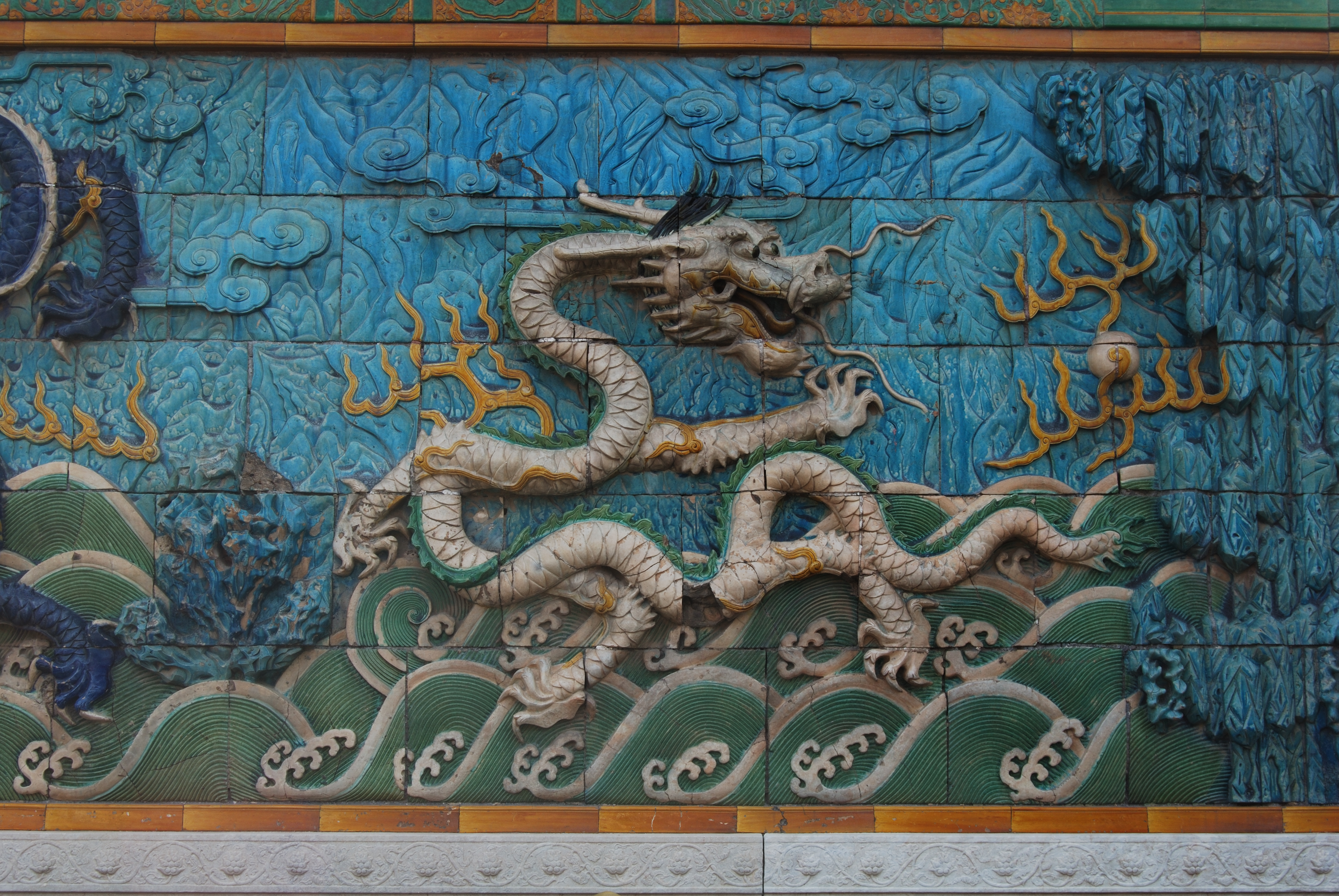
西侧白龙
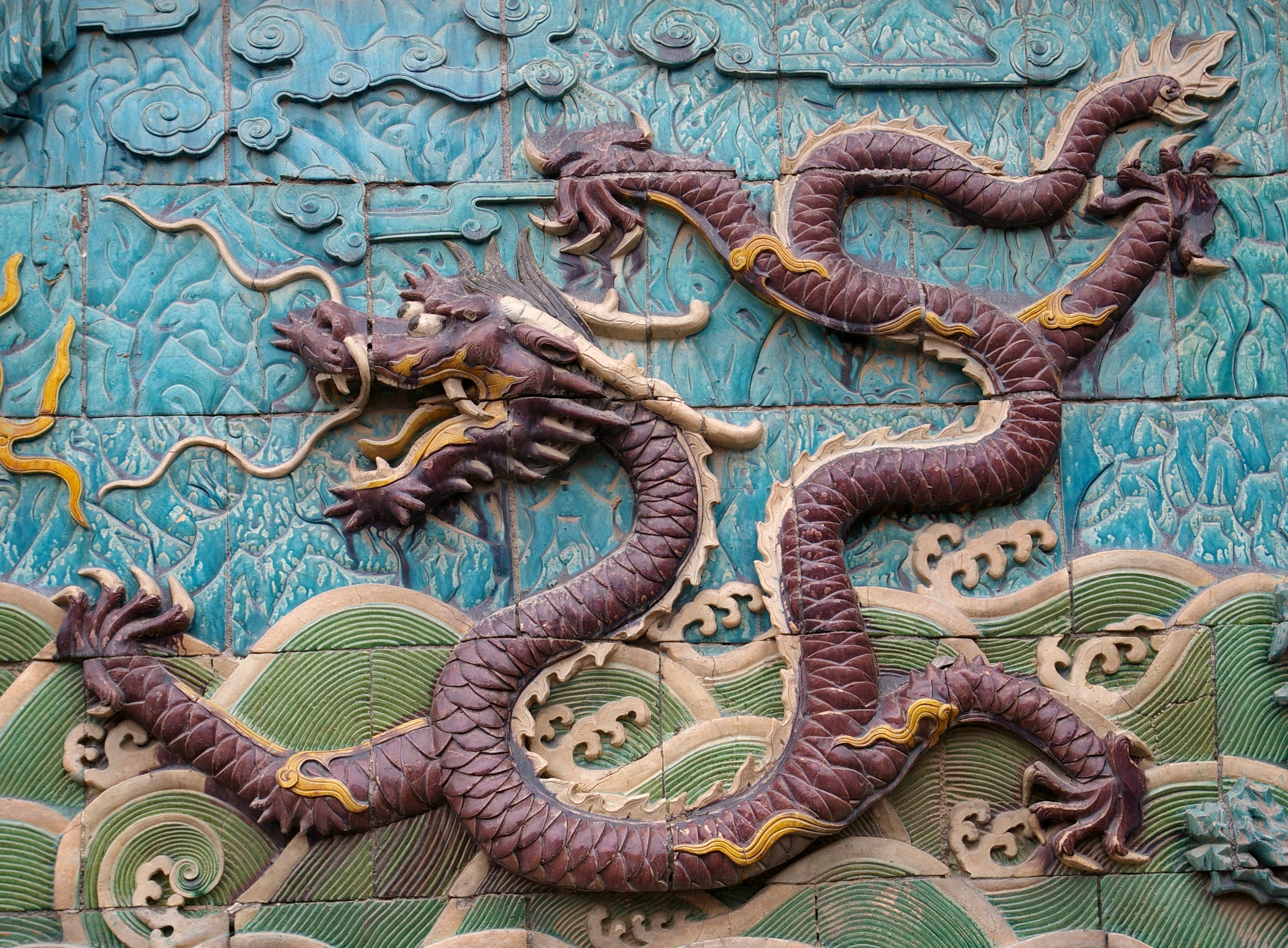
西侧紫龙
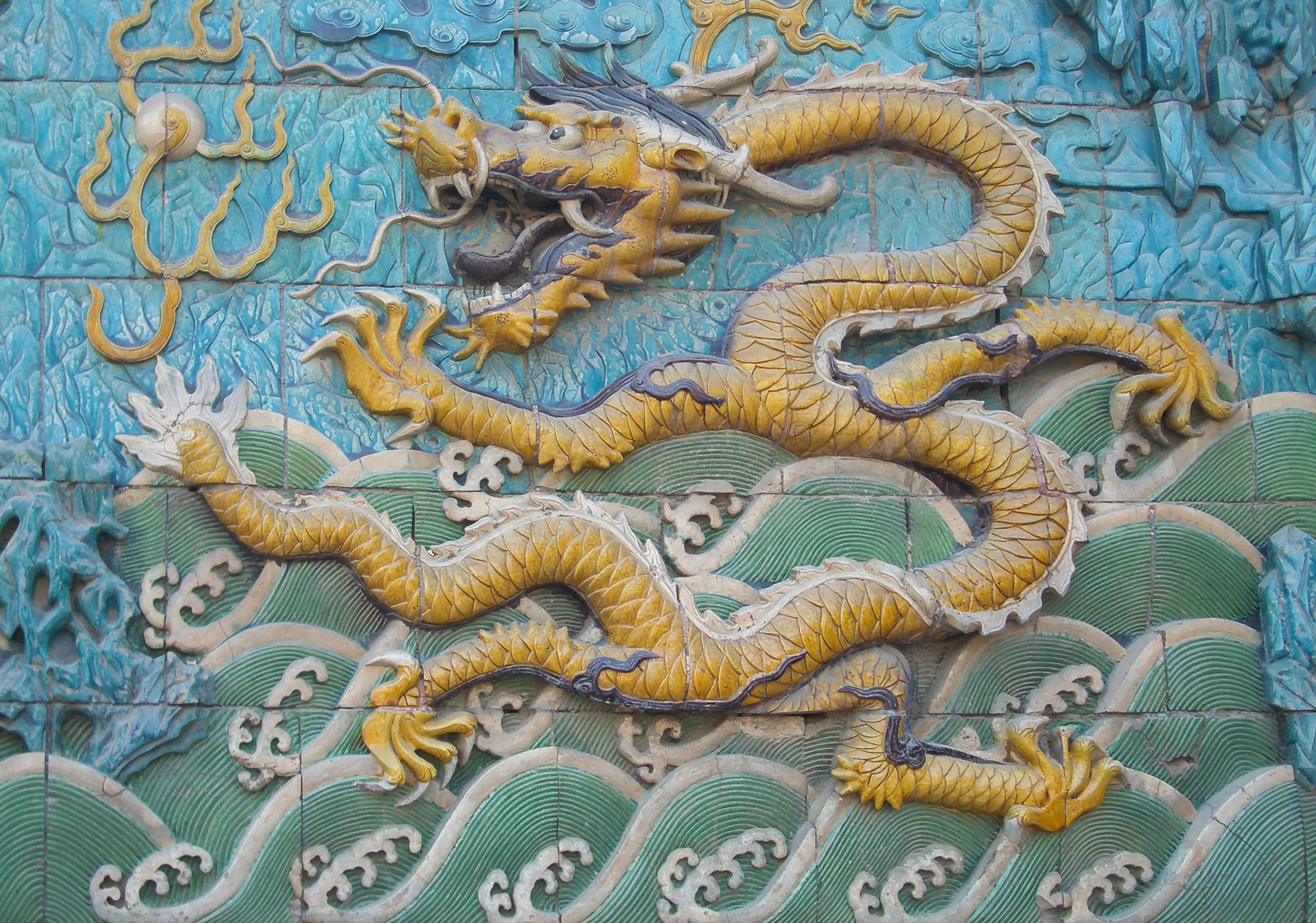
西侧黄龙